# Kent Manderville
Kent Stephen Manderville (* 12. April 1971 in Edmonton, Alberta) ist ein ehemaliger kanadischer Eishockeyspieler, der in seiner aktiven Zeit von 1988 bis 2007 unter anderem für die Toronto Maple Leafs, Edmonton Oilers, Hartford Whalers, Carolina Hurricanes, Philadelphia Flyers und Pittsburgh Penguins in der National Hockey League spielte. 

## Karriere
Kent Manderville begann seine Karriere als Eishockeyspieler bei den Notre Dame Hounds, für die er in der Saison 1988/89 in der Saskatchewan Junior Hockey League aktiv war. Anschließend wurde er im NHL Entry Draft 1989 in der zweiten Runde als insgesamt 24. Spieler von den Calgary Flames ausgewählt, für die er allerdings nie spielte. Stattdessen besuchte er zunächst zwei Jahre lang die Cornell University, für deren Eishockeymannschaft er parallel zu seinem Studium in der ECAC Hockey spielte. 1990 wurde er zum Rookie des Jahres der ECAC Hockey ernannt. Von 1991 bis 1995 spielte der Center für die Toronto Maple Leafs in der National Hockey League, während er parallel für deren Farmteam St. John’s Maple Leafs in der American Hockey League auf dem Eis stand. In der Saison 1995/96 begann er ausschließlich in Torontos AHL-Farmteam, ehe er im Dezember 1995 im Tausch gegen Peter White und ein Viertrundenwahlrecht für den NHL Entry Draft 1996 an die Edmonton Oilers abgegeben wurde. Für Edmonton absolvierte er bis zum Ende der Spielzeit in 37 Spielen drei Tore und fünf Vorlagen. 
Die Saison 1996/97 verbrachte Manderville in der NHL bei den Hartford Whalers, für deren AHL-Farmteam Springfield Falcons er parallel spielte. Nachdem die Hurricanes im Anschluss an die Spielzeit umgesiedelt wurden, spielte er zweieinhalb Jahre lang für deren Nachfolgeteam Carolina Hurricanes, ehe er im März 2000 im Tausch gegen Sandy McCarthy zu den Philadelphia Flyers transferiert wurde. Nach saisonübergreifend fast genau zwei Jahren wechselte er innerhalb der NHL zu Philadelphias Erzrivalen Pittsburgh Penguins. Von 2003 bis 2006 trat der Kanadier für den Timrå IK in der schwedischen Elitserien an. Zuletzt spielte er in der Saison 2006/07 für die Espoo Blues in der finnischen SM-liiga, ehe er seine Karriere im Alter von 36 Jahren beendete. 

### International
Für Kanada nahm Manderville an den U20-Junioren-Weltmeisterschaften 1990 und 1991 teil, bei denen er mit seiner Mannschaft jeweils die Goldmedaille gewann. Im Seniorenbereich stand er im Aufgebot seines Landes bei den Olympischen Winterspielen 1992 in Lillehammer, bei denen er mit Kanada die Silbermedaille gewann.

## Erfolge und Auszeichnungen
- 1990 ECAC Hockey Rookie of the Year

### International
- 1990 Goldmedaille bei der U20-Junioren-Weltmeisterschaft
- 1991 Goldmedaille bei der U20-Junioren-Weltmeisterschaft
- 1992 Silbermedaille bei den Olympischen Winterspielen